# Trahison intime
Pour plus de détails, voir Fiche technique et Distribution.
Trahison intime est un téléfilm américain de William A. Graham diffusé en 1997.

## Synopsis
Rebecca a fui un homme qui la battait, mais ce dernier, qui la désire encore ardemment, est prêt à tout pour la récupérer.

## Fiche technique
- Titre : Trahison intime
- Titre (en) : Sleeping with the Devil
- Réalisation : William A. Graham
- Scénario : Ellen Weston, adapté du livre de Suzanne Finstad, Sleeping with the Devil
- Production : NBC Studios et WildRice Productions
- Origine :  États-Unis
- Durée : 96 min
- Format : couleurs

## Distribution
- Shannen Doherty (VF : Anne Rondeleux) : Rebecca Dubrovich
- Tim Matheson (VF : Edgar Givry) : Dick Strang
- Bonnie Bartlett : Stasha Dubrovich
- Steve Eastin (VF : William Sabatier) : Wes Dubrovich
- David Bowe : Dr Jerrold Petrofsky
- Kate McNeil (VF : Céline Monsarrat) : Liz
- Vince Grant : inspecteur Ken Williamson
- Richard Bekins :
- Steven Ford :
- Janet Graham : Dina Strang
- Michael Bryan French
- Steve Rankin :
- Matthew Posey :
- Abraham Alvarez :
- Sandra Thigpen : Susan

 Source et légende : version française (VF) sur RS Doublage et selon le carton du doublage français télévisuel.